# Eros Grezda
Eros Grezda, född 15 april 1995 i Gjakova i FR Jugoslavien, är en albansk fotbollsspelare (mittfältare) som spelar för den kroatiska klubben Osijek.